# Arboretum de Ripaille
El Arboreto de Ripaille (en francés: Arboretum de Ripaille), es un arboreto de 19 hectáreas de extensión que se ubica en el interior del « domaine de Ripaille» con la « forêt de Ripaille» de 130 hectáreas, en el departamento francés de la Alta Saboya, Francia.

## Localización
Se ubica en los terrenos del "Château de Ripaille" en la forêt de Ripaille, junto al Lago de Ginebra (Lac Léman).
Arboretum de Ripaille, Thonon-les-Bains Département de Haute-Savoie, Rhône-Alpes, France-Francia.
Planos y vistas satelitales.46°23′30″N 6°30′03″E / 46.39167, 6.50083
La forêt de Ripaille y el arboreto están abiertos al público todos los días excepto los lunes y durante el mes de diciembre.

## Historia
El arboreto se encuentra dentro de los cotos de caza medievales de los Condes y Duques de Saboya que ahora están rodeados de altos muros y cortar a través por una red de anchas alamedas. 
Su castillo fue construido en 1434 con la restauración parcial en 1892. 
Desde 1930 hasta 1934 André Engel plantó 58 especies de los árboles, procedentes de todo el mundo, en 19 hectáreas de estas tierras. 
Las fuertes tormentas en 1999 dañaron severamente al arboreto, con la restauración de principios de 2002. 
Desde 1997, se encuentra situado en el centro del arboreto el « Mémorial National des Justes de France » (Memorial Nacional de los Justos de Francia), en honor a los ciudadanos que arriesgaron sus vidas ayudando a salvar a judíos durante la Segunda Guerra Mundial.

## Colecciones
El objetivo de las plantaciones de este arboreto era poner a prueba las posibilidades de aclimatación a la región de estos árboles. La mayoría de las especies son exóticas.
Algunas especies, como el abeto de Douglas procedente de Norteamérica, han mostrado una adaptación notable.